# Cheliplana rubescens
Cheliplana rubescens är en plattmaskart som beskrevs av Brunet 1966. Cheliplana rubescens ingår i släktet Cheliplana, och familjen Karkinorhynchidae. Arten är reproducerande i Sverige.